# Azula
La Princesa Azula (阿祖拉, Ā Zǔ Lā) es un personaje ficticio y uno de los principales antagonistas de la serie de televisión animada de Nickelodeon Avatar: la leyenda de Aang, creada por Michael Dante DiMartino y Bryan Konietzko, y con la voz de Grey DeLisle.
En la serie, Azula es la princesa heredera de la Nación del Fuego y una prodigio del Fuego Control extremadamente poderosa. Por orden del Señor del Fuego Ozai, emprende una búsqueda con sus amigas de la infancia Mai y Ty Lee para recuperar a su hermano desterrado, el Príncipe Zuko, y a su mentor, su tío Iroh, al tiempo que intenta capturar al Avatar Aang, considerado la mayor amenaza de la Nación del Fuego para la victoria en la guerra. Azula es conocida por ser una hábil estratega y manipuladora. Como afirma su hermano Zuko, ella "siempre miente". A lo largo de la serie original y de los cómics de la secuela, se muestra que es capaz de hacer Fuego Control muy avanzado, produciendo llamas azules más calientes, así como rayos.

## Apariciones

### Avatar: La Leyenda de Aang

#### Libro Uno: Agua
Al ser la maestra fuego en la sombra en la secuencia de apertura de la serie (aunque se la representa doblando fuego rojo en lugar de su característico azul), Azula aparece al principio de cada episodio de Avatar: la leyenda de Aang. En la primera temporada, hace su primera aparición en un flashback durante el Agni Kai (duelo de Fuego Control) de Zuko, de 13 años, contra su padre, el Señor del Fuego Ozai. Azula sonríe cuando Zuko se quema la cara tras negarse a luchar contra Ozai, que lo toma como un signo de debilidad y falta de respeto. El Señor del Fuego destierra entonces a Zuko, que queda con cicatrices permanentes, y le encarga la búsqueda del avatar perdido. Azula hace una segunda y breve aparición al final de la primera temporada, cuando Ozai le encarga la repatriación de Zuko e Iroh, que acompañó a su sobrino al exilio y cooperó brevemente con los protagonistas de la serie.

#### Libro Dos: Tierra
Después de que su primer intento de capturar a Zuko e Iroh sea frustrado accidentalmente por el capitán de su barco, Azula consigue la ayuda de sus amigos de la infancia, Mai y Ty Lee. Finalmente se encuentra con el Avatar en Omashu y continúa persiguiéndolo a él, a Zuko y a Iroh durante el resto de la temporada. Tras su fracaso inicial en su intento de entrar en la capital del Reino de la Tierra, Ba Sing Se, utilizando un taladro gigante para abrir una brecha en el fuerte muro exterior de la ciudad, Azula entra en contacto con los Guerreros Kyoshi, apreciados luchadores que, a pesar de no poder doblar ningún elemento, se visten y utilizan el estilo de lucha de Kyoshi, un Avatar del pasado. Azula, Mai y Ty Lee proceden entonces a derrotarlos y hacerse pasar por ellos.
Haciéndose pasar por Guerreros Kyoshi, Azula y sus amigas se infiltran en Ba Sing Se y entablan amistad con el Rey de la Tierra Kuei, quien les habla de la invasión planeada de la Nación del Fuego durante un próximo eclipse solar. Azula también llega a comprender que la policía secreta y la agencia de inteligencia conocida como Dai Li es la clave del poder en la capital. Los agentes Dai Li la descubren como infiltrada y la llevan ante su líder encarcelado, Long Feng. Tras exponerse intencionadamente, Azula le induce a una falsa sensación de control y acepta su oferta de ayudar a dar un golpe de Estado contra el Rey Tierra y el Consejo de los Cinco. Inmediatamente después de hacerse con el poder, Azula traiciona a Long Feng y asume el liderazgo permanente de los Dai Li. También se encuentra con Zuko en la ciudad y le convence de que se una a ella para redimirse. Durante su enfrentamiento, Azula golpea a Aang con un rayo mientras éste se encuentra en el Estado Avatar, aunque más tarde es revivido por Katara. Azula ordena entonces a los Dai Li que derriben las murallas de Ba Sing Se, exponiendo la ciudad a una invasión y ocupación por parte de la Nación del Fuego.

#### Libro Tres: Fuego
En los primeros episodios de esta temporada, Azula se une a su hermano y a sus amigos tras su victorioso regreso a la Nación del Fuego con Iroh como prisionero. Sin embargo, Azula miente a Ozai afirmando que Zuko mató a Aang, ya que tiene la corazonada de que Aang sobrevivió y sabe que toda la culpa recaería ahora en Zuko si esto fuera cierto. Durante el episodio de dos partes "The Day of Black Sun", Aang reúne una fuerza de invasión de élite y ataca la capital, aprovechando un eclipse solar que deja sin poder a los maestros fuego. Avisado por Azula, Ozai es evacuado a un búnker subterráneo antes de la invasión. Azula y sus agentes Dai Li impiden que Aang y sus amigos Sokka y Toph encuentren a Ozai antes del eclipse, que sólo dura ocho minutos, lo que permite que los maestros fuego tomen represalias con toda su fuerza una vez que recuperan su capacidad de flexión, haciendo que la invasión fracase. Sin embargo, Zuko deserta al Equipo Avatar tras enfrentarse a Ozai durante el eclipse.
Más tarde, Azula, acompañada por Mai y Ty Lee, se dirigen a La Roca Hirviente, la prisión de máxima seguridad de la Nación del Fuego donde Zuko ha sido capturado en un intento de infiltrarse en la prisión y rescatar a las fuerzas capturadas de la fallida invasión. Sin embargo, Zuko, Sokka, Suki (líder de los Guerreros Kyoshi, que habían sido capturados después de su batalla con Azula) y el padre de Sokka, Hakoda, logran escapar. Mai traiciona a Azula al ayudar al grupo a escapar, proclamando que lo hizo por su amor por Zuko. Enfurecida, Azula intenta atacar a Mai pero es detenida por Ty Lee, quien la deja incapaz de doblarse bloqueando su chi (la energía dentro de una que uno usaría para doblarse). Después de que Mai y Ty Lee fueran encarceladas por traicionarla, Azula lidera un pelotón al Templo Aire del Oeste, donde se batirá en duelo con Zuko. La lucha termina en empate, con Azula escapándose por poco de la muerte después de caer de una de las aeronaves mientras los protagonistas logran huir.
En el final, Ozai deja atrás a Azula en la Nación del Fuego mientras se propone conquistar el mundo, nombrándola su sucesora en la posición del Señor del Fuego. Poco después, Azula se hunde en la psicosis, alucina sobre su madre perdida hace mucho tiempo y depone a casi todos sus sirvientes y consejeros. Antes de ser coronada como Señor del Fuego, Zuko y Katara interrumpen la ceremonia, tras lo cual Azula desafía a Zuko a un combate singular en un Agni Kai. Sin embargo, los ataques de Azula, aunque poderosos, son salvajes y emocionales, mientras que los de Zuko son tranquilos y disciplinados; y cuando sus ataques comienzan a dominarla, ella envía un rayo hacia Katara, pero termina golpeando a Zuko, quien intenta redirigirlo. Finalmente es derrotada por Katara, quien la lleva cautiva a través del Agua Control, causando que Azula finalmente caiga por completo hacia la locura total.

### Cómics de Avatar
La Promesa
Tras el final de la guerra, Azula ingresa en una institución psiquiátrica, donde es monitoreada de cerca. Un año después del final de la guerra, Zuko visita a Azula para solicitar su ayuda para obtener información de Ozai sobre el paradero de su madre Ursa, perdida hace mucho tiempo, y Azula acepta sin pedir nada a cambio.
La Búsqueda
Cuando Azula visita a Ozai en su prisión, son vigilados por el Señor del Fuego Zuko antes de pedirle que se vaya cuando su padre permanece en silencio en su presencia. Azula, habiéndose enterado de las cartas que envió Ursa que afirmaban falsamente que el Señor del Fuego Zuko no es el hijo biológico de Ozai, esquiva las preguntas de su hermano mientras lo distrae con su inclinación el tiempo suficiente para acceder a las cartas y quemarlas. Ella usa esto como palanca mientras convence a Zuko de que le permita unirse a su búsqueda para encontrar a Ursa a cambio de la información de las cartas, aunque tiene la intención de usar el contenido de las cartas para destronar a su hermano y al mismo tiempo asesinar a su madre. Su solicitud es concedida y se convierte en protagonista al unirse al Equipo Avatar. El equipo finalmente descubre que Ursa perdió la memoria y asumió la identidad de Noriko, comenzando una nueva familia en su pueblo natal. Aunque Azula casi mata a Ursa, se confunde emocionalmente después de que su madre se disculpa por no mostrarle suficiente amor maternal y aún más después de que el Señor del Fuego Zuko revela que todavía ama a su hermana, a pesar de su relación tensa. Esto resulta en una confusa Azula corriendo hacia el desierto. Durante varias semanas, Zuko busca a Azula pero no la encuentra.
Humo y Sombra
Después de varias semanas, Azula ayuda a sus seguidores de la institución mental en la que estuvo detenida para escapar. Resurgen bajo la apariencia de kemurikage (espíritus oscuros). Los "kemurikage" secuestran a muchos niños. Después de que Zuko libera a los niños, Azula le dice que su motivación es hacerlo más como su padre confiando en el miedo para mantener el control. Azula luego escapa y se ve por última vez observando a Zuko disculparse con su gente por sus acciones recientes. Como Azula le dice directamente a Zuko sobre sus supuestas intenciones y parece tomar su discurso en serio, posiblemente esté actuando como una mentora sigilosa al usar la psicología inversa en Zuko. Se desconoce el destino final de Azula, ya que no aparece en ninguna historia posterior.

### En otros medios
La Princesa Azula aparece como antagonista en los videojuegos Avatar: The Last Airbender - The Burning Earth y Avatar: The Last Airbender - Into the Inferno nuevamente con la voz de Gray DeLisle.
La Princesa Azula aparece en el fan film de RE:Anime Agni Kai, interpretada por Nikki Soohoo, adaptando parcialmente los acontecimientos de "El Cometa de Sozin" con la diferencia de que Katara mata accidentalmente a Azula.
La Princesa Azula aparece en el largometraje live action criticado por la crítica The Last Airbender en un flashback donde el Príncipe Zuko obtiene su cicatriz y antes de que aparezcan los créditos finales. En la película, es interpretada por Summer Bishil.

## Concepción y creación
Konietzko señala que el diseño de Azula en comparación con otros personajes principales "se ensambló relativamente rápido". Azula originalmente iba a usar una armadura con temática de fénix, aunque la idea finalmente se abandonó. El Fuego Control azul de Azula estaba destinado a simbolizar que ella era más poderosa que Zuko, así como una prodigio del Fuego Control, y también para distinguir fácilmente sus ataques de los de él en sus peleas. Inicialmente estaba destinada a tener un matrimonio concertado durante la tercera temporada. Ambos creadores tienen en alta estima al personaje; Konietzko cree que ella es "con mucho la villana más compleja, interesante y peligrosa de la serie", mientras que Di Martino escribió que ella era su villana favorita en la serie.

### Voz
Azula tiene la voz de Grey DeLisle. DeLisle cuenta que había estudiado "toda su vida" en busca de personajes bien escritos como Azula, que eran difíciles de conseguir. En general, DeLisle sintió que su vida había cambiado positivamente desde el papel y la asociación con la serie, transmitiéndole esto a Janet Varney, quien interpretaría a Korra en la serie secuela.

## Caracterización
Aunque la edad de Azula nunca se indica en la serie en sí, el sitio web de Avatar le da catorce años. Sin embargo, las novelas gráficas afirman que, de hecho, ella es solo un año menor que Zuko, lo que la hace alrededor de los quince durante los eventos del programa. Ella es la bisnieta del Señor del Fuego Sozin a través de Ozai, y Avatar Roku a través de su madre, Ursa. En otro flashback, se revela que lleva el nombre de su abuelo paterno Azulon, el padre de Ozai. Incluso cuando era niña, Azula demostró sus talentos naturales a temprana edad, junto con su tendencia a la malicia y el perfeccionismo. Su agudo ingenio y la habilidad que mostró hacia Fuego Control le ganaron mucha atención y elogios, a menudo a expensas de Zuko. Incluso cuando era joven, Azula sugiere que su padre sería un mejor Señor del Fuego que el heredero natural, su tío Iroh, a quien ella apodó "un cobarde y un perdedor" por abandonar su asedio de la capital del Reino Tierra, Ba Sing Se, que habría aseguró la victoria de la Nación del Fuego en la guerra, después de la muerte de su hijo Lu Ten.

### Personalidad
Azula es una prodigio del Fuego Control y un perfeccionista dedicada. Como una persona que no quiere otra cosa que el control absoluto, también tiene un notable control de sí misma, aparentemente capaz de reaccionar ante cualquier situación en un momento dado sin perder la compostura. Esto se demuestra cuando se entera de un complot secreto para invadir la Nación del Fuego mientras está disfrazada, pero no reacciona para no arruinar su tapadera. Aunque no está confirmado canónicamente, los expertos especulan con que el fortísimo locus de control de Azula y su posterior pérdida de control fueron predictivos de su posterior caída en un ataque de psicosis.
Los análisis psicológicos estiman que Azula es muy inteligente, y tiene un Trastorno de conducta con notables rasgos maquiavélicos y, a veces, sádicos. Después de la traición de sus amigas más cercanos Mai y Ty Lee, posiblemente desarrolló un trastorno esquizoafectivo, como lo indican sus delirios de persecución, las alucinaciones de su madre hablándole, así como sus frecuentes y radicales fluctuaciones intermitentes de humor.
Desde una edad temprana, Azula tuvo una personalidad cruel, y casi no mostró empatía o remordimiento por acciones que dañaban a otros tanto física como emocionalmente. Azula fue fuertemente influenciada por su padre, quien la favoreció sobre Zuko debido a sus superiores habilidades de Fuego Control. Sin embargo, el padre de Azula era un hombre despiadado, incapaz de amar de verdad. Azula también fue regañada constantemente por su madre en intento de corregirla pero la influencia de Ozai en Azula era muy grande. Esto dio forma a los temores de Azula de que no podía contar con el amor de nadie, por muy cercanos que parecieran. Incapaz de confiar en los demás, comenzó a controlarlos usando el miedo.
Aunque es una hábil estratega y capaz de predecir los movimientos de sus enemigos, es incómoda en situaciones sociales, y más tarde admite tener celos de la capacidad de Ty Lee para atraer potenciales novios durante el episodio "The Beach". Ella termina seduciendo a Chan con el consejo de Ty Lee de actuar como tonta; sin embargo, ella lo asusta cuando muestra su verdadera personalidad.
Desde la infancia, Azula creía que su madre favorecía a Zuko y la consideraba monstruosa, lo que admitió que era cierto, pero la hirió profundamente. Tras ser traicionada por Mai y Ty Lee, su estado mental se fue desmoronando, ya que sus ataques se volvieron mucho más feroces y parecía estar obsesionada con matar a Zuko. Tras su derrota, se revela en la novela gráfica La Promesa que fue ingresada en una institución mental en la Nación del Fuego debido a su mal estado mental, posiblemente esquizofrenia. Tanto en la serie como en los cómics, se muestra que está perturbada por frecuentes alucinaciones de su madre.
Azula suele actuar con frialdad hacia su tío y su hermano, pero parece mostrar cierta preocupación genuina por Zuko en el final de la segunda temporada y en los primeros episodios de la tercera. Aunque parece preocuparse por sus amigas, a menudo las manipula, como se ve cuando amenaza a Ty Lee para que abandone el circo en el Libro 2. Sólo se conoce un caso en el que Azula haya mostrado remordimientos y se haya disculpado tras insultar involuntariamente a Ty Lee.

### Fuego Control
Azula es muy hábil en Fuego Control, que utiliza técnicas de artes marciales de China de Changquan, Shaolin Kungfu, Kung Fu del Dragón y Xing Yi Quan. Los creadores de la serie consultaron a un artista marcial profesional sobre el diseño del estilo de lucha del programa. Azula es uno de los maestros fuego más hábiles del programa y es una persona muy difícil de derrotar en combate singular. Sus excelentes habilidades de Fuego Control, habilidades de combate cuerpo a cuerpo, inteligencia, agilidad y carisma la convierten en una oponente formidable.

### Llamas azules
Azula es la única maestra fuego que puede producir llamas azules, que son más calientes y contienen más energía (según la ley de Planck) que las de otros maestros fuego que controlan las llamas naranjas normales. Sus llamas son azules porque “arden más que la mayoría” (cita próxima). Su nombre se deriva de azul, la palabra española, gallega y portuguesa para azul. Sin embargo, Azula no pudo producir fuego azul cuando era niña, como se muestra en flashbacks. Del mismo modo, nunca se demostró que su abuelo Azulon empuñara llamas azules a pesar de que su tocayo implicaba lo contrario. Azula también puede usar su Fuego Control de formas nunca antes vistas, como chorros de llamas y discos giratorios. A menudo hace fuego control usando solo dos dedos, en lugar de un puño cerrado o una mano abierta común a otros Maestros Fuego. Azula puede luchar durante largos períodos de tiempo sin cansarse. También es capaz de generar poderosos escudos de llamas arremolinadas, que una vez usó para resistir los ataques combinados simultáneos de Aang, Katara, Zuko y Toph. Incluso es capaz de cargar su fuego antes de soltarlo, como se vio durante una pelea con Aang.
Azula es capaz de impulsarse a sí misma, usando sus llamas, de una manera similar a un cohete. Esta habilidad también se ha extendido como un medio para volar por períodos cortos de tiempo como se ve en Boiling Rock. También puede respirar fuego, como se muestra cuando fue derrotada por Katara y Zuko.

#### Generación de rayos
"El rayo es una expresión pura de Fuego Control sin agresión. No está alimentado por la rabia o la emoción como lo hacen otros Fuego Control. Algunos llaman al rayo el fuego de sangre fría. Es preciso y mortal como Azula. Para realizar la técnica se requiere tranquilidad".
General Iroh (Avatar: La Leyenda de Aang)

Azula es capaz de generar rayos, uno de los tipos más raros de Fuego Control; Iroh señala que no es realmente posible enseñar la generación de rayos, es algo de lo que son capaces los Maestros Fuego particularmente poderosos.

### Otras habilidades
Azula es una hábil luchadora desarmada. En "The Avatar State", superó a Zuko en combate sin recurrir al Fuego Control, y en "The Day of Black Sun", evitó las fuerzas combinadas de Aang, Toph y Sokka durante varios minutos sin que ella se inclinara para ayudarla. En "Appa's Lost Days", cuando Suki atacó a Azula con su abanico, éste saltó horizontalmente y tiró la espada de Suki de su mano a un árbol.
Azula es una experta en persuasión. Ella es capaz de usar la guerra psicológica, la intimidación y la falsedad para convencer a otras personas de que la obedezcan. También tiene la capacidad de acostarse fácilmente sin causar ningún cambio en su respiración y ritmo cardíaco, lo que hace que sea casi imposible detectar si está mintiendo, lo que demostró en "The Day of Black Sun". También es una consumada estratega, ya que pudo conquistar Ba Sing Se, una ciudad que se considera impenetrable, mientras usurpa al Rey Tierra y la jerarquía de la capital del Reino Tierra, todo en un solo movimiento rápido.